# SeeB
I SeeB sono un duo di musicisti e produttori discografici norvegesi attivo dal 2015.
Il duo ha riscontrato successo in buona parte del mondo nel 2015 con il remix di I Took a Pill in Ibiza di Mike Posner.

## Formazione
- Simen Eriksrud
- Espen Berg

Ex membri
- Niklas Strandbråten (aka Nick Strand)

## Discografia

### Album
- 2020 - Sad in Scandinavia

### EP
- 2016 - Intro to Seeb
- 2018 - Nice to Meet You
- 2020 - Sad in Scandinavia: Part 1

### Singoli
- 2015 - Simple Life
- 2016 - Breathe (featuring Neev)
- 2016 - What Do You Love (featuring Jacob Banks)
- 2017 - Under Your Skin (con R. City)
- 2017 - Boys in the Street (con Greg Holden)
- 2017 - Rich Love (con OneRepublic)
- 2017 - Cruel World (con Skip Marley)
- 2017 - Alive (con MrJaxx)
- 2018 - Lost Boys (con Ocean Park Standoff)
- 2018 - Drink About (con Dagny)
- 2018 - Grip (con Bastille)
- 2019 - Free to Go (con Highasakite)
- 2019 - Fade Out (con Olivia O'Brien & Space Primates)
- 2019 - Bigger Than (con Justin Jesso)
- 2020 - Kiss Somebody (con Julie Bergan)
- 2020 - Best I Can (con American Authors)
- 2020 - Unfamiliar (con i Goodboys & HRVY)
- 2020 - Sad in Scandinavia (con Zak Abel)

## Premi
- WDM Radio Awards
  - 2017: "Best Remix" (I Took a Pill in Ibiza by Mike Posner (SeeB Remix))
- NRJ Music Awards
  - 2017: "Best Norwegian Artist/Group Abroad"
- Remix Awards
  - 2017: "Remix of the Year - Radio Airplay" (I Took a Pill in Ibiza by Mike Posner (Seeb Remix))
- Spellemannprisen
  - 2018: miglior gruppo pop dell'anno 2017